# Piletocera punctatalis
Piletocera punctatalis là một loài bướm đêm trong họ Crambidae.